# Ewangelia Egipcjan
Ewangelia Egipcjan, czasem zwana Grecką Ewangelią Egipcjan – utwór powstały najprawdopodobniej w pierwszej połowie II w. n.e. w Egipcie, w środowisku hellenistycznym, wśród chrześcijan nie-Żydów, a więc niemających korzeni judaistycznych. Niektórzy badacze uważają, że ewangelia ta powstała w Rzymie, wywodząc to z faktu znajomości tego tekstu przez tamtejszych chrześcijan.
Od samego początku jej treść wzbudzała wątpliwości u starochrześcijańskich pisarzy, takich jak Klemens Aleksandryjski czy Orygenes. Ten pierwszy co prawda nie zaliczył jej do tekstu heretyckiego, ale też nie uznawał jej za kanoniczną. Natomiast Orygenes jednoznacznie uznał ją za heretycką.
Ewangelia Egipcjan cieszyła się uznaniem nieortodoksyjnych ugrupowań chrześcijańskich, takich jak np. sabelianie czy naaseńczycy.
Nie należy jej mylić z odkrytą w 1945 w Nag Hammadi Świętą Księgą Wielkiego Niewidzialnego Ducha mylnie zwaną Koptyjską Ewangelią Egipcjan, będącą tekstem czysto gnostyckim.